# Saimiri collinsi
O macaco-esquilo de Collins (Saimiri collinsi), também conhecido como macaco-de-cheiro, é uma espécie de primata da família Cebidae endêmica de Brasil. Foi considerada inicialmente como subespécie de Saimiri sciureus, mas a análise filogenética, assim como a comparação morfológica, permitiram descrevê-la como una espécie diferente, desde de 2014. Vários expertos ainda consideram este táxon como subespécie S. sciureus collinsi.
| binomial_autoridade = (Osgood, 1916)

## Características
Tem uma longitude total de aproximadamente 66 cm, dos quais 41 cm correspondem ao comprimento da cauda e 25 cm ao corpo. Apresenta a coroa de cor amarelo, área branca em torno das orelhas muito estreita e sem continuidade com a máscara branca em torno dos olhos; nuca amarela com pontas cinzas; ombros acinzentados e parte superior das costas cor amarelo brilhante banhado de cinza, partes central e inferior das costas e cintura de cor marrom alaranjado com manchas enegrecidas; mãos e pés amarelos. O largo do zigomático do macho é significativamente menor que em S. sciureus. A distancia entre os molares superiores das fémeas é mais estreita em S. collinsi.

## Distribuição
Encontra-se  na bacia do sul do rio Amazonas, a partir do rio Tapajós em direção ao leste para o Maranhão, e Marajó.